# چاه باغ (قلعه‌گنج)
چاه باغ، روستایی در دهستان قلعه‌گنج بخش مرکزی شهرستان قلعه‌گنج در استان کرمان ایران است.

## جمعیت
بر پایه سرشماری عمومی نفوس و مسکن در سال ۱۳۹۵، جمعیت این روستا برابر با ۴۷۲ نفر (۱۴۲ خانوار) بوده‌است.